# Краљица од Сабе
Краљица од Сабе (хебр. מַלְכַּת שְׁבָא, Malkaṯ Šəḇāʾ; арап. ملكة سبأ), коју помињу Библија, Куран и етиопска историја, била је владар Сабе, коју модерна археологија смешта у данашњи Јемен. Различити извори називају је још и Билкис или Македа. У оригиналној причи она доноси караван вредних поклона за израелског краља Соломона. Овај извештај је прошао кроз опсежне јеврејске, исламске, јеменске и етиопске разраде, и постао је предмет једног од најраспрострањенијих и најплоднијих циклуса легенди на Блиском истоку.
Савремени историчари идентификују Шебу и са јужноарапским краљевством Саба у данашњем Јемену и Етиопији. Међу историчарима се оспорава постојање краљице.

## Прича по Библији
Према Библији, (неименована) краљица Сабе чула је за велику мудрост краља Соломона од Израела, и отпутовала у његово краљевство са поклонима, биљкама и зачинима за краља, како је наведено у Првој књизи краљева. Краљица је била задивљена Соломоновом мудрошћу коју је тестирала разним загонеткама, и богатством, за које је благосиљала Соломоновог бога. Соломон јој је узвратио поклоне и она се са њима вратила у своју земљу.
Краљица од Сабе, (хебр. מַלְכַּת־שְׁבָא, malkat-šəḇā у хебрејској Библији, βασίλισσα Σαβά у Септуагинти, ܡܠܟܬ ܫܒܐ) чије име није наведено, посетила је у Јерусалим „са великом пратњом, са камилама које су носиле мирисе, и много злата и драгог камења“ (Књига о царевима 10:2). „Никад више није било донето тако обиље зачина“ (10:10; II Лет. 9:1–9) као оних које је она поклонила Соломону. Дошла је „да га тестира тешким питањима“, на која је Соломон одговорио на њено задовољство. Разменили су поклоне, након чега се она вратила у своју земљу.
Употреба термина хидот или 'загонетке' (Књига о царевима 10:1), арамејске позајмљене речи чији облик указује на промену звука не пре шестог века пре нове ере, указује на касно порекло текста. Пошто се не помиње пад Вавилона 539. п. н. е., Мартин Нот је сматрао да је Књига о краљевима добила дефинитивну редакцију око 550. п. н. е.
Саба је била прилично позната у класичном свету, а њена земља се звала Арабија Феликс. Око средине првог миленијума пре нове ере, Сабејаца је било у Етиопији и Еритреји, у области која је касније постала царство Аксума. Постоји пет места у Библији где писац разликује Sheba (שׁבא), односно Јеменске Сабејце, од Seba (סבא), односно афричке Сабејце. У Пс. 72:10 спомињу се заједно: „краљеви Шебе и Себе ће принети дарове“. Ово разликовање правописа, међутим, може бити чисто лажно; домородачки натписи не праве такву разлику, а јеменски и афрички Сабејци се тамо пишу на потпуно исти начин.
Иако још увек нема пронађених алфабетских натписа из Јужне Арабије који представљају доказе за саму краљицу од Сабе, термин млкт („краљица“, сабејски: 𐩣𐩡𐩫𐩩) помиње се у сабејским натписима. А на северу Арабије асирски натписи више пута помињу арапске краљице. Краљице су добро потврђене у Арабији, иако према Китчену, не после 690. п. н. е. Штавише, сабејска племена су познавала титулу мктвит („високи званичник“, сабејски: 𐩣𐩤𐩩𐩥𐩺𐩩). Макада или Макуеда, лично име краљице у етиопској легенди, могло би се тумачити као популарно превођење титуле мктвит. Ова титула можда да потиче од староегипатског m'kit (𓅖𓎡𓇌𓏏𓏛) „заштитница, домаћица“.
Краљичина посета је могла бити трговачка мисија. Рана трговина Јужне Арабије са Месопотамијом, која је укључивала дрво и зачине које су преносиле камиле, посведочена је у раном деветом веку пре нове ере. а можда је почео већ у десетом.
Археолози су недавно ископали древни сабејски храм Авам, познат у фолклору као Махрам („светиште“) Билкиса, али у бројним натписима који су тамо пронађени до сада није откривен никакав траг краљице од Сабе. Још један сабејски храм, храм Баран (арап. معبد بران), познат је и као Араш Билкис („Престо Билкиса“), који је, као и оближњи храм Авам, такође био посвећен богу Алмаки, али везу између Барана храма и Сабе такође није археолошки утврђена.
Библијске приче о краљици од Сабе и бродовима из Офира послужиле су као основа за легенде о Израелцима који су путовали у пратњи краљице од Сабе када се вратила у своју земљу да одгаја своје дете од Соломона.

### Хришћанин
Хришћански списи помињу „краљицу југа“ (грч. βασίλισσα νότου, лат. Regina austri), која је „дошла са крајњих крајева земље“, односно из крајева тада познатог света, да чује мудрост Соломонову (Mt. 12:42; Lk. 11:31).
Мистичко тумачење Песме над песмама, које се сматрало дословном основом за спекулације алегориста, први пут се појављује код Оригена, који је написао обиман коментар на Песму над песмама. У свом коментару, Ориген је идентификовао невесту из Песме над песмама са „краљицом југа“ из Јеванђеља (тј. краљицом од Сабе, за коју се претпоставља да је била Етиопљанка). Други су предлагали или брак Соломона са фараоновом ћерком, или његов брак са израелском женом, Шуламитом. Прво је било омиљено мишљење мистичних тумача до краја 18. века; ово последње добија од свог увођења од стране Гуда (1803).
Претпоставља се да је невеста Кантиклес била црна због одломка у Песми над песмама 1:5, који Ревидирана стандардна верзија (1952) преводи као „Ја сам веома тамна, али симпатична“, као и Јероним Стридонски (латински: Nigra sum, sed formosa), док Нова ревидирана стандардна верзија (1989) наводи „Ја сам црна и лепа“, као Септуагинта (стгрч. μέλαινα εἰμί καί καλή).
Једна легенда каже да је краљица од Сабе донела Соломону исте дарове које су мудраци касније дали Христу. Током средњег века, хришћани су понекад поистовећивали краљицу од Сабе са сибилом Сабом.

## Прича по Курану
Куран нигде не помиње Краљицу од Сабе према имену, мада је арапски извори називају Билкис. Прича је слична библијској. Према овој верзији, Соломону стижу вести о краљевству којим господари краљица, у коме обожавају Сунце. Он шаље писмо у коме прети нападом. Пошто су разменили поклоне, краљица стиже у Соломонов двор, где прима монотеизам и поштовање Бога.
У исламским ледендама, Јасир Јанам је био ожењен Балкис, Краљицом од Сабе. Балкис је била сестра Шамс (Сунца). Њен отац, ел Хадад, спасао је њену мајку која је била дух.

## Прича према етиопским изворима
Владарска породица Етиопије сматра да потиче директно од Краља Соломона и Краљице од Сабе, која се у етиопским причама зове Македа. Сматра се да је етиопска епска историја краљева, „Кебра Негаст“ или „Слава Краљева“, забележила историју о Македи и њеним наследницима. Краљ Соломон је, према овој причи, завео Краљицу и са њом имао сина који је касније постао Менелик I, први император Етиопије. Древно друштво које је прерасло у модерну етиопску државу, формирано је миграцијама јужних Арабљана преко Црвеног мора и њиховим браковима са локалним становништвом. Древна краљевина Етиопије, Аксум, обухватала је велики део јужне Арабије, укључујући Јемен, све до доласка ислама, а етиопски језици амхарски и тигриња су семитски језици. Докази о постојању јужноарабијских заједница на тлу данашње Етиопије и Еритреје су раширени и укључују артефакте и древне сабињанске записе. Ништа специфично за Македу до сада није ископано, али велики базен за купање у близини Аксума и рушевине древне палате домаће становништво често повезује са њом, иако се сматра да је палата из много каснијег периода. Вероватно је да су јужноарабијска и етиопска верзија једна те иста прича.

## Савремено арапско виђење
Неки од савремених арапских научника смештају Краљицу од Сабе не у Јемен, како су то чинили старији арапски извори, него радије на позицију владара трговачке колоније јужноарапских краљевстава на северозападу Арабије. Савремени археолошки налази потврђују да је таква колонија постојала. Пронађени су јужноарапски записи и артефакти, иако ништа специфично за Билкис није откривено до сада.